# Spurtle

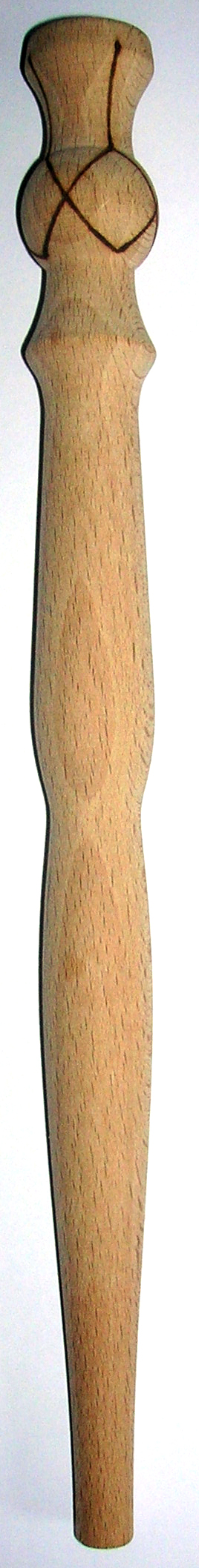
Uno spurtle di 28 centimetri, con l'estremità decorata in modo da ricordare il cardo scozzese

Lo spurtle (o "spurtel", "spurtil", "spirtle" o "spartle") è uno strumento da cucina scozzese in legno, risalente al XV secolo, che viene utilizzato per mescolare porridge, zuppe, stufati e brodi.
La forma a bastoncino è voluta per fare in modo che il porridge possa essere mescolato senza agglomerarsi e formare grumi, a differenza di un cucchiaio che avrebbe un effetto trascinante durante l'agitazione, mentre la ridotta superficie riduce le possibilità che il porridge si attacchi allo strumento.  
Gli spurtle sono fatti di legno, tra cui faggio, ciliegio e acero. Sono disponibili in un varie dimensioni. Le decorazioni tradizionali ricordano cardi stilizzati nella parte superiore, mentre quelli moderni hanno spesso una terminazione conica liscia.
L'usanza vuole che lo spurtle sia usato per mescolare in senso orario con la mano destra.

## Couthie spurtle
I primi spurtle erano strumenti piatti, di legno o di metallo, con manici lunghi e lame piatte. Gli utensili erano simili a spatole e noti come "Couthie Spurtles". Possono essere usati per rovesciare gli oatcakes o per preparare frittelle, ma non per mescolare il porridge.

## Cultura moderna

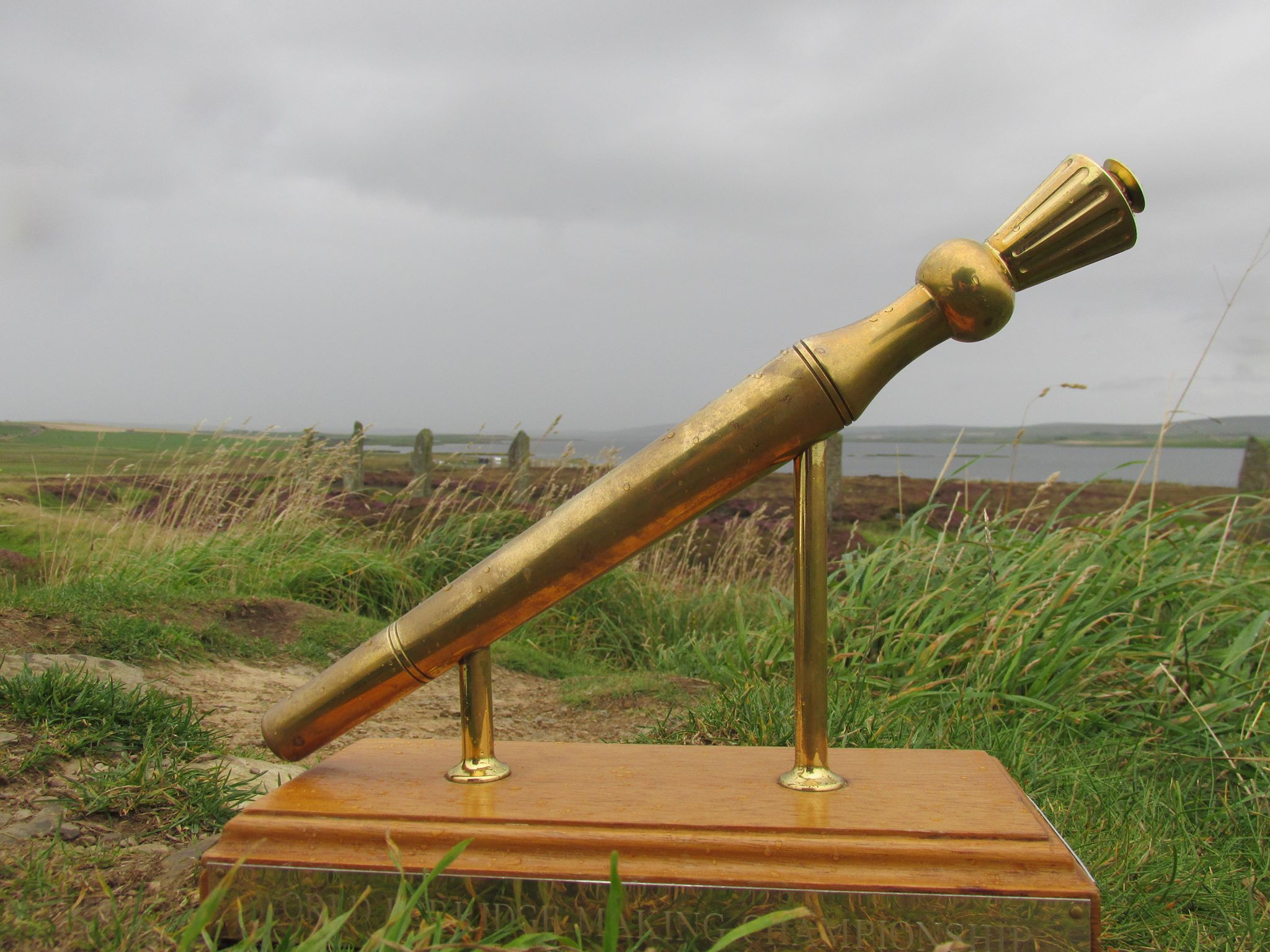
Il trofeo Golden Spurtle

Il campionato mondiale di preparazione del porridge si svolge nelle Highlands, a Carrbridge, e assegna un "Golden Spurtle" come premio principale.